# ميشيل توريس
ميشيل توريس (بالإنجليزية: Michelle Torres)‏ مواليد 27 يونيو 1967 في شيكاغو، هي لاعبة كرة مضرب أمريكية سابقة بدأت مسيرتها كمحترفة سنة 1982 وكانت تلعب باليد اليمنى، اعتزلت اللعب في 1989. أعلى تصنيف لها في الفردي كان المركز الـ 18 في سنة 1984. أعلى تصنيف لها في الزوجي كان المركز الـ 181 في سنة 1987.

## روابط خارجية
- ميشيل توريس على موقع رابطة محترفات التنس (الإنجليزية)
- ميشيل توريس على موقع الاتحاد الدولي لكرة المضرب (الإنجليزية)
- ميشيل توريس على موقع خلاصة التنس.كوم (الإنجليزية)